# Alles brennt (Zugezogen-Maskulin-Album)
Alles brennt ist der Titel des ersten Studioalbums des Hip-Hop-Duos Zugezogen Maskulin. Es erschien am 13. Februar 2015 bei Buback.

## Entstehung
Das Album wurde im „Wir-Waren-Mal-Stasi“-Studio in Berlin aufgenommen. Das Mastering übernahm das Studio Hundehütte von Andreas Jung. Die Produktion wurde gefördert durch die Initiative Musik mit Projektmitteln der Beauftragten der Bundesregierung für Kultur und Medien.
Die Texte stammen von Hendrik Bolz aka Testo und Moritz Wilken aka grim104. Die Musik der Titel 1, 2, 6, 7, 9, 10, 11 und 12 stammt von Tom Schley (aka Silkersoft), Titel 3 von Moritz Pirker (aka Nvie Motho), Titel 4 und 5 von Morten Trotzinski (aka Dieser Morten), die Musik zu Titel 8 von Ben Burgwinkel (aka Ben DMA) und Henrik Miko (aka Nobodys Face).

## Artwork
Das Frontcover des Albums wurde von David Ezziddine gestaltet. Es zeigt vor einem dunklen Hintergrund Oberkörper und Kopf einer Person in einem weißen Oberhemd, die ihre Hände nach vorn streckt, die Handflächen zeigen zur Person selbst. Das Gesicht ist unkenntlich. Der Schriftzug Zugezogen Maskulin in weißen Majuskeln steht auf dem Oberkörper.

## Titelliste
1. Alles Brennt (3:28)
2. Ayahuasca (2:36)
3. Plattenbau O.S.T. (3:58)
4. Oranienplatz (2:49)
5. Grauweisser Rauch (4:05)
6. Endlich wieder Krieg (2:59)
7. Guccibauch (2:42)
8. Oi! (3:08)
9. Agenturensohn (3:29)
10. Monte Cruz (3:12)
11. Vatermord (3:37)
12. Schiffbruch (3:25)

In Alles brennt wird die latente Homophobie anderer Deutschrapper geoutet; dabei wird auf Bushido und Sido angespielt. Der Titel Oranienplatz behandelt Flüchtlingsfeindlichkeit, Schiffbruch gescheiterte Hoffnungen in der Großstadt. In Plattenbau O.S.T. (mit Ada Sternberg) verarbeitet Testo seine Zeit als Heranwachsender in Stralsund (dazu veröffentlichte er im Jahr 2022 auch das Buch Nullerjahre). Agenturensohn und Monte Cruz behandeln Rassismus. Endlich wieder Krieg nimmt sich des Themas Nationalismus an, Guccibauch thematisiert Materialismus. Vatermord ist eine Auseinandersetzung mit Rebellion.

## Musikvideos
Zu den Titeln Alles Brennt, Plattenbau O.S.T., Grauweisser Rauch (Produzent war Martin Swarowski) und Endlich wieder Krieg wurden Musikvideos veröffentlicht.

## Rezeption

### Rezensionen
Für laut.de bescheinigte Simon Langemann dem Album, es würde „als wichtiges, weil ungemein eigenartiges Zeitdokument in Erinnerung bleiben“.
Oliver Marquardt nennt Alles brennt auf rap.de „ein sehr gutes, gerne wegweisendes Album“.
Der Musikexpress-Kritiker Thomas Winkler meint, Zugezogen Maskulin „zitieren neuerdings zwar Karl Marx, haben aber dafür den spitzfindigen Humor (..) weitgehend eingebüßt“.
Auf zeit.de schreibt Daniel Gerhardt, das Album sei ein „Galavorstellung des Dagegenseins“. Seiner Ansicht nach habe „schon lange keine deutsche Rap-Platte mehr auf so intelligente Weise tatsächliche und abgewandelte Zitate abgefeuert“.

### Charts und Chartplatzierungen
| ChartsChartplatzierungen | Höchstplatzierung | Wochen |
| ------------------------ | ----------------- | ------ |
| Deutschland (GfK)        | 20 (1 Wo.)        | 1      |
| Österreich (Ö3)          | 69 (1 Wo.)        | 1      |

## Sonstiges
Zugezogen Maskulin traten im November 2019 bei der Feier zum 30. Jubiläum des Mauerfalls am Brandenburger Tor in Berlin auf und spielten dort vor 60–80.000 Zuschauern ihre Songs Was für eine Zeit und Endlich Wieder Krieg; für den zweiten Song wurden sie ausgebuht. Dies bezeichneten sie in Interviews als Engelschöre.